# Тетрацианоплатинат(II) лития
Тетрацианоплатина́т(II) ли́тия — неорганическое соединение, комплексный цианид лития и платины с формулой Li2[Pt(CN)4], иглообразные кристаллы. Образует кристаллогидраты состава Li2[Pt(CN)4]·3H2O, Li2[Pt(CN)4]·4H2O, Li2[Pt(CN)4]·5H2O — жёлто-зелёные кристаллы.

## Синтез
Соединение получают смешиванием водных растворов сульфата лития (в небольшом избытке) и тетрацианоплатината(II) бария. Осадок сульфата бария отфильтровывают, раствор тетрацианоплатината(II) лития упаривают до образования кристаллов, для очистки перекристаллизовывают из раствора в этиловом спирте.
Безводная соль образуется при кристаллизации из насыщенного раствора в эксикаторе над 80%-ной серной кислотой или оксидом фосфора(V).

## Физические свойства
Хорошо растворяется в воде и этиловом спирте.
Планарные комплексы [Pt(CN)4]2− формируют в кристалле линейную цепочечную структуру в виде «стопки листов» с расстоянием Pt-Pt между центральными атомами в цепи около 0,3 нм (точное расстояние зависит от степени гидратации), тогда как соседние атомы платины в плоском слое разделяет около 1 нм. Это приводит к выраженной анизотропии ряда физических свойств. Так, электрическая проводимость при комнатной температуре вдоль оси, параллельной цепи, у тригидрата Li2[Pt(CN)4]·3H2O в 100 раз больше, чем в перпендикулярном направлении (3⋅10−5 и 3⋅10−7 Ом−1·см−1, соответственно).
Гидратированные кристаллы (·4H2O) проявляют ярко выраженный плеохроизм: вдоль оси имеют сине-зелёный цвет, тогда как в поперечном направлении цвет канареечно-жёлтый с зелёным оттенком. Кристаллы безводной соли имеют яркий канареечно-жёлтый цвет. При контакте с влажным воздухом безводная соль образует тетрагидрат жёлто-коричневого цвета.
Проявляет люминесцентные свойства. Максимум спектра высвечивания лежит в сине-зелёной области видимого спектра (475 нм для тетрагидрата). Спектр свечения зависит от прилагаемого давления; максимум спектра смещается непрерывным образом от 475 до 666 нм (от сине-зелёного до тёмно-красного цвета) при увеличении давления от 0 до 20 кбар, что может быть использовано для создания фосфо́ров с плавным изменением цвета.

## Применение
Применяется в рентгеноскопии аналогично тетрацианоплатинату(II) бария.